# Дзугаев, Георгий Хасакоевич
Георгий Хасакоевич Дзугаев (осет. Дзугаты Хасæхъойы фырт Геуӕрги; 15 (28) марта 1911, село Дзугатыкау (ныне Джавский район, Южная Осетия) — 10 апреля 1985) — осетинский советский поэт и писатель, общественный деятель.

## Биография
Писать стихи начал в 1930 году. В 1938 году вышел первый сборник его стихов «Луч солнца».
Окончив три курса Сталинирского педагогического института в 1939 году, был призван в армию, тогда же вступил в ВКП(б).
В 1940 году была издана поэма Дзугаева «Меч».
С первых же дней Великой Отечественной войны и до дня Победы он участвовал в боях.
Демобилизовался в 1946 году. Работал ответственным секретарём, главным редактором журнала «Фидиуаг».
В послевоенные годы поэт издал ряд других книг, в том числе для детей.
Литературная и общественная деятельность писателя высоко оценена государством — он был награждён орденом «Знак Почёта», ему присуждена литературная премия имени Коста Хетагурова.
Скончался 10 апреля 1985 года на 75-м году жизни после непродолжительной болезни.

## Награды
- орден «Знак Почёта» (14.02.1961)
- медали

## Творчество
Автор более 40 книг. Произведения писателя переведены на русский, грузинский, украинский, белорусский, армянский, абхазский языки.
Излюбленным жанром Дзугаева являются стихотворная новелла, песня и эпическая поэма (кадаг). Стихотворения поэта посвящены преимущественно теме обновления жизни горца-крестьянина. Для раскрытия этой темы Дзугаев часто прибегал к контрастному противопоставлению картин прошлой, дореволюционной действительности и жизни человека-труженика после революции. Вместе с тем перу Дзугаева принадлежит немало и лирических стихотворений.
Перевёл на осетинский язык «Полтаву» А. С. Пушкина, «Катерину» Т. Г. Шевченко, стихи М. Исаковского.

## Сочинения
- Кадджытæ, [Цхинвал], 1957;
- Æвзæрст уацмыстæ, [Цхинвал], 1961; в рус. пер. — Добрый гость. Стихи и поэмы, М., 1962;
- Свет в горах. Повесть и рассказы, Тб., 1965.